# フォーメーションラップ
フォーメーションラップ(Formation lap)は、自動車レースにおいてスタートする直前に行われる周回のこと。スタート時にいなければならない位置に付く事を目的として行われ、通常1周のみ行われる。
ローリングラップ(Rolling lap)とも呼ばれる。

## 概要
前述の目的のために行われるもので、前の車がトラブルでストップなどしない限り、追い越しは出来ないのが通常だが、オートバイでのレースでは追い越しも危険運転でなければ自由に行われる。選手によっては「自分がグリッドについてからすぐシグナルを点灯させたい」という理由で、あえてダミーグリッドからのスタートを遅らせたり、低速走行やアウトラインを走行するなどで他の選手を前に出し、後方でフォーメーションラップを行う選手もいる。逆に「早めにグリッドについて心の準備をしたい」という理由で後方スタートであってもフォーメーションラップをハイペースで行う選手もいる。
副次的な目的としてレーススタート直前に路面状況をドライバーが確認したり、スタート前で冷えたタイヤを温めるために各車が蛇行走行・急加減速を行ったりするのが通例である（ちなみに蛇行走行よりも加減速を繰り返すことの方が、タイヤの温度への影響は大きい）。
フォーメーションラップでは、最後尾に誘導車（セーフティカー）がつく。これは、どこが最後尾であるかを明示するのと同時に、車両の一部が停止などのトラブルに見舞われた際に確実に発見するためである。また多くの場合、フォーメーションラップ終了時のグリッド整列を確認する役目もある。誘導車はレースのスタート後、通常はそのままコースを1周してピットロードからコースの外に出る。

### スタンディングスタート
スタンディングスタートの場合は、一端ダミーグリッドと呼ばれる仮のグリッドにマシンを並べる。その後、各マシンの隊列を整えると同時に、スターティンググリッドを確定させるために、全車が低速でコースを1周する。これがフォーメーションラップである。

### ローリングスタート
ローリングスタートの場合はスタート時の隊列に整列する事を目的に行われる。スタンディングスタートとの違いは先頭車両の前にペースカーが入り隊列を先導する事である。ペースカーはスタート直前にピットに入る。
ローリングスタートの場合、隊列が整っていないと競技長が判断した場合はフォーメーションラップが複数周回に及ぶ場合がある。予め1周以上行うことが決まっている場合は、その間はペースカーが隊列を先導する。
SUPER GTの決勝ではブレーキを暖めることを目的としたウォームアップラップを兼ねたパレードラップが行われる為、計2周走る事となる。この場合、1周目は開催地の地元警察の交通機動隊が複数台の白バイ及び交通取締用四輪車で先導し、ペースカーが後に続く。1周目終了後、警察車両が離脱してペースカーが隊列を先導し、ペースカーがピットに離脱した後に正式なスタートとなる。

## フォーメーションラップ中のトラブル
他の車両が全てフォーメーションラップを開始しても、まだダミーグリッドを離れることができなかった車両は、フォーメーションラップの順序もスターティンググリッドも最後尾となる（トラブル車の後方にいた車両はグリッド繰り上げ、もしくは、トラブル車のグリッドを空けたままスタートする）。車両が全く動かずフォーメーションラップに参加できない場合、車両は速やかにピットに回収されてピットスタートとなる。
フォーメーションラップ中、何らかの理由（トラブルやコースアウトなど）で隊列を保てなかった場合、一定の条件下では元の位置に戻ることが可能だが、元の位置に戻れない場合、最後尾スタートかピットスタート（規定によって異なる）となる。
これらの規則はレースによって微妙に異なる場合があり、詳細は各レースの規則書に記載されている。
1994年のF1イギリスグランプリでは2位のミハエル・シューマッハがポールポジションのデイモン・ヒルの前後をフォーメーションラップ中に「抜いたり後退したり」する行為を見せた為、規則により最後尾スタートとなる所をシューマッハはそれを無視して2位の位置からスタート、オフィシャル側は5秒のペナルティストップを課すもそれも無視し続け、更にそれに対する黒旗（失格通知）もしばらく無視し続けると言う、重ね重ねの違反行為が大きく問題視され、結果的にシューマッハは2レース失格、2レース出場停止処分を受け、その年のチャンピオンシップ争いに大きな影響を与える事になった。

### リタイア
フォーメーションラップ走行中、トラブルによりこれ以上走行できなくなった場合はリタイアとして記録されるのが一般的である。この場合DNS(Did Not Start)として記録される。日本語では「0周リタイア」と言及される場合がある。一部ではレース出走に数えないとする解釈もある。
例えば1991年のF1サンマリノGPでは、雨に足を取られてスピン→コースアウトしたアラン・プロスト、1996年のF1フランスGPでエンジンブローを起こしたポールポジションのミハエル・シューマッハなどがその時点でレースを諦めることになっている。
しかし1995年のF1イタリアGPでは、ポールシッターだったデビッド・クルサードがコースアウトしその場でストップ、ポール不在のままレースがスタートするものの、自らのコースアウトでばら撒いた砂利が原因で1周目に多重クラッシュが発生し、赤旗による中断で「赤旗中断後の状況から再開」ではなく「決勝自体をやり直す」という判定になったため、コースアウトがなかったことになりレースに復帰、という珍しい例もある。